# Николас Пајл
Николас Пајл (енгл. Nicholas Pyle; Њукасл на Тајну, 17. децембар 2000) британски је пливач чија ужа специјалност су трке леђним стилом. 

## Спортска каријера
Пајл је своју међународну пливачку каријери започео као јуниор 2017, наступајући прво на европском, а потом и на светском јуниорском првенству. Годину дана касније, на европском јуниорском првенству у Хелсинкију осваја и прве медаље у каријери, сребро у микс штафети на 4×100 мешовито и бронзу у трци на 100 леђно. 
Успешан деби на сениорским такмичењима је имао на Европском првенству у Глазгову 2018. где је освојио титулу континенталног првака у трци штафета на 4×100 мешовито. Пајл је ту трку пливао заједно са Адамом Питијем, Џејмсом Гајом и Данканом Скотом. Златну медаљу је освојио и као члан микс штафете на 4×100 мешовито за коју је пливао у квалификацијама.
На светским првенствима је дебитовао у корејском Квангџуу 2019, где је пливао у квалификацијама трке на 50 леђно које је окончао тек на 26. месту. 